# Acranthera
Acranthera es un género de plantas con flores perteneciente a la familia de las rubiáceas. Es originario de la India, sur de China y Malasia. Comprende 46 especies descritas y de estas, solo 38 aceptadas.

## Taxonomía
El género fue descrito por Arn. ex Meisn y publicado en Plantarum vascularium genera secundum ordines ... 1: 162. 1838. La especie tipo es: Acranthera ceylanica Arn. ex Meisn.
Etimología
Acranthera: nombre genérico

## Especies aceptadas
A continuación se brinda un listado de las especies del género Acranthera aceptadas hasta mayo de 2015, ordenadas alfabéticamente. Para cada una se indica el nombre binomial seguido del autor, abreviado según las convenciones y usos.	
- Acranthera abbreviata Valeton
- Acranthera anamallica Bedd.
- Acranthera athroophlebia Bremek.
- Acranthera atropella Stapf
- Acranthera aurantiaca Valeton ex Bremek.
- Acranthera axilliflora Valeton
- Acranthera bullata Merr.
- Acranthera capitata Valeton
- Acranthera ceylanica Arn. ex Meisn.
- Acranthera didymocarpa (Ridl.) K.M.Wong
- Acranthera endertii Bremek.
- Acranthera frutescens Valeton
- Acranthera grandiflora Bedd.
- Acranthera hallieri Valeton
- Acranthera hirtostipula Valeton
- Acranthera involucrata Valeton
- Acranthera johannis-winkleri Merr.
- Acranthera lanceolata Valeton
- Acranthera longipes Merr.
- Acranthera longipetiolata Merr. ex Bremek.
- Acranthera maculata Valeton
- Acranthera megaphylla Bremek.
- Acranthera monantha Valeton
- Acranthera nieuwenhuisii Valeton ex Bremek.
- Acranthera ophiorhizoides Valeton
- Acranthera parviflora Valeton
- Acranthera philippensis Merr.
- Acranthera ruttenii Bremek.
- Acranthera salmonea Bremek.
- Acranthera siamensis (Kerr) Bremek.
- Acranthera siliquosa Bremek.
- Acranthera simalurensis Bremek.
- Acranthera sinensis C.Y.Wu
- Acranthera strigosa Valeton
- Acranthera tomentosa R.Br. ex Hook.f.
- Acranthera variegata Merr.
- Acranthera velutinervia Bremek.
- Acranthera virescens (Ridl.) ined.
- Acranthera yatesii Merr.